# ビズ・マーキー
ビズ・マーキー（Biz Markie、1964年4月8日 - 2021年7月16日）はアメリカのヒップホップ・アーティスト。ニューヨーク出身。コミカルなキャラクターで人気を得ていた。 

## 略歴

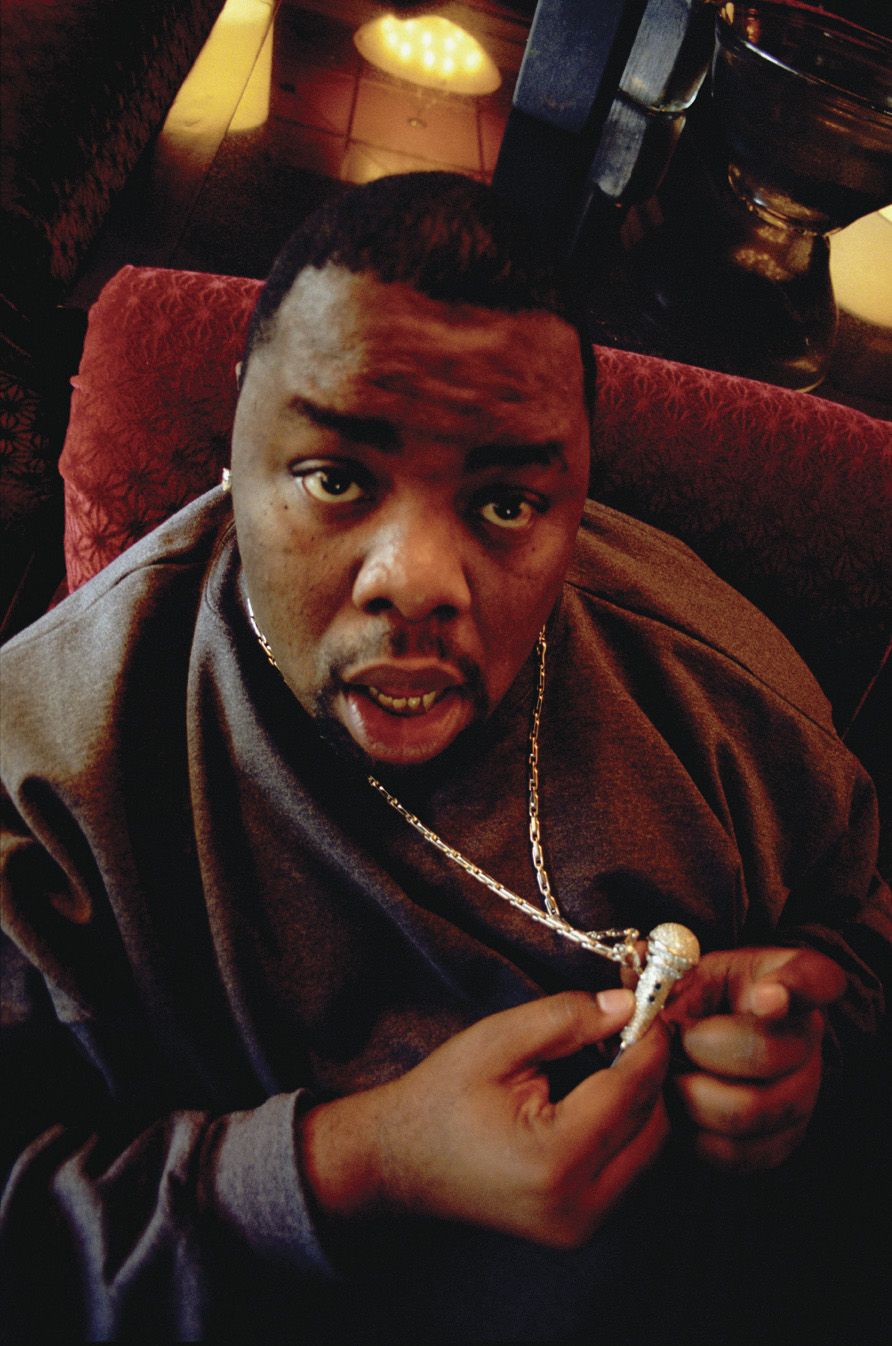
Biz Markie（2001年）

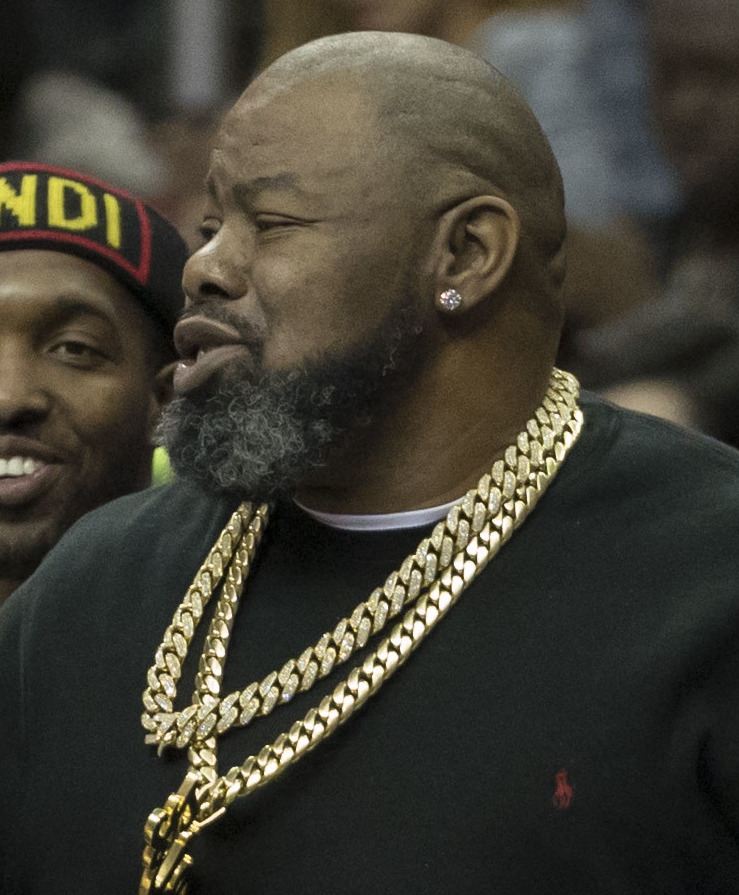
Biz Markie（2018年）

MCシャン、ロクサーヌ・シャンテのバックでヒューマンビートボックスを担当しキャリアを積み、ジュース・クルーの一員として活動した。
1986年にPrism Recordsからリリースされたシングル「Make The Music With Your Mouth, Biz」でデビュー。1989年にはCold Chillin' Recordsからリリースされたシングル「Just a Friend」が、全米チャート（Billboard Hot 100）第9位のヒットを記録した。
2021年7月16日に死去。死因は明らかになっていないが、2020年4月に2型糖尿病の合併症で入院し、年末には脳卒中を発症していた。

## ビズ・マーキー事件
3枚目のアルバム『I Need a Haircut』に収録された「Alone Again」のサンプリングソースとなっている「Alone Again(Naturally)」は、ギルバート・オサリバンからサンプリングの使用許可を得ておらず、訴訟にまで発展しビズ・マーキーの敗訴が決まった。

## ディスコグラフィ

### アルバム
- 1988: Goin' Off
- 1989: The Biz Never Sleeps
- 1991: I Need a Haircut
- 1993: All Samples Cleared!
- 1994: Biz's Baddest Beats　 - ベストアルバム

1. "One Two"- 2:20
2. "Make the Music With Your Mouth, Biz"- 4:56
3. "Biz Dance, Pt. 1"- 3:38
4. "Nobody Beats the Biz"- 5:42
5. "Just Rhymin' With Biz"- 4:01
6. "Pickin' Boogers"- 4:42
7. "Biz Is Goin' Off"- 4:50
8. "Vapors"- 4:33
9. "This Is Something for the Radio"- 5:14
10. "Just a Friend"- 4:00
11. "Spring Again"- 4:03
12. "What Comes Around Goes Around"- 4:05
13. "Let Me Turn You On"- 5:33
14. "Young Girl Bluez"- 4:07
15. "The Doo Doo"- 2:23

- 2003: Weekend Warrior